# Atherigona pendleburyi
Atherigona pendleburyi är en tvåvingeart som beskrevs av Malloch 1935. Atherigona pendleburyi ingår i släktet Atherigona och familjen husflugor. Inga underarter finns listade i Catalogue of Life.